# Yuhanna ibn Sarabiyun
 (décembre 2011).
Yuhanna ibn Sarabiyun ou Yahya ibn Sarafyun (en arabe « Jean fils de Sérapion »), connu en Occident sous le nom de Johannes Serapio ou Jean Sérapion, est un médecin oriental du IXe siècle, de religion chrétienne, qui écrivait en syriaque, mais dont l'œuvre a été conservée dans des traductions arabes et latines.
Il est l'auteur d'un ouvrage en douze livres intitulé le Grand Compendium (en arabe Al-kunnāsh al-kabīr), conservé en traduction arabe dans le manuscrit d'Istanboul Ayasofya 3716, et d'un autre en sept livres appelé le Petit Compendium (en arabe Al-kunnāsh al-ṣaghir), conservé dans deux traductions latines, une de Gérard de Crémone (XIIe siècle) intitulée Practica Joannis Serapionis aliter breviarium nuncupata, et une autre d'Andrea Alpago († 1521). La version en hébreu de Moshe b. Mazliah est faite sur la traduction de Gérard de Crémone. Ce deuxième Compendium avait été traduit trois fois en arabe : au Xe siècle par deux chrétiens nestoriens, Abu Bishr Matta ibn Yunus et Hasan bar Bahlul, et au XIIIe siècle par le secrétaire Musa b. Ibrahim al-Hadithi pour le compte du médecin Ibn al-Nafis ; il ne reste de ces traductions que des fragments conservés dans le manuscrit arabe 2918 de la Bibliothèque nationale de France (la fin du l. III et le début du l. IV, sans doute dans la traduction d'Hasan bar Bahlul) et dans les mss arabes 818 et 852 de l'Escurial.
Le contenu des sept livres du Petit Compendium est le suivant : I. les maladies du corps et des nerfs ; II. les maladies de l'œil, de la bouche, des poumons, de la poitrine et du cœur ; III. les maladies de l'estomac, des intestins, et celles qui sont causées par des vers ; IV. les maladies du foie, de la rate, des reins, de la vessie et la goutte ; V. les maladies de peau, les morsures et les maladies féminines ; VI. la fièvre ; VII. les médicaments. Il s'agit d'une compilation des opinions de médecins plus anciens, entre autres Alexandre de Tralles et Paul d'Égine. La tendance est de limiter la thérapie aux médicaments et aux diètes, avec un dédain pour les « traitements manuels » (la chirurgie).
Il existe un autre traité qui a été transmis sous le même nom et est attribué à Serapion le jeune : le Livre des simples (en latin le Liber de simplici medicina), traduit de l'arabe en latin à la fin du XIIIe siècle, et qui est un recueil des opinions des médecins grecs et arabes sur les vertus des plantes et des minéraux. L'ouvrage est plein de récits fabuleux. La version latine de ce livre fut pour la première fois imprimée à Milan en 1473. Un volume intitulé Serapionis opera medica fut imprimé à Venise en 1497. Il y eut ensuite plusieurs autres éditions.